# Albrecht von Schroeder
Albrecht Wilhelm Joachim Gottfried von Schroeder (* 18. Juni 1833 in Körlin an der Persante; † 11. Oktober 1910 in Berlin) war ein preußischer Generalmajor.

## Leben

### Herkunft
Albrecht war der älteste Sohn des preußischen Majors Friedrich Wilhelm von Schroeder (1796–1873) und dessen Ehefrau Auguste, geborene Ventzki (1812–1890). Sein jüngerer Bruder August (1842–1915) wurde ebenfalls Generalmajor.

### Militärkarriere
Nach dem Besuch der Höheren Bürgerschule in Kolberg sowie der Kadettenhäuser in Kulm und Berlin wurde Schroeder am 27. April 1850 als charakterisierter Portepeefähnrich dem 14. Infanterie-Regiment der Preußischen Armee überwiesen. Bis Mitte Februar 1852 avancierte er zum Sekondeleutnant und absolvierte zur weiteren Ausbildung von Oktober 1855 bis Juni 1859 die Allgemeine Kriegsschule. Am 24. August 1859 erfolgte seine Ernennung zum Regimentsadjutanten und in dieser Eigenschaft wurde er am 1. Juli 1860 in das 7. Pommersche Infanterie-Regiment Nr. 54 nach Kolberg versetzt. Schroeder stieg Anfang September 1860 zum Premierleutnant auf und war ab Dezember 1861 als Adjutant der 6. Infanterie-Brigade kommandiert. Mit der Beförderung zum Hauptmann und der Ernennung zum Kompaniechef trat er am 22. Mai 1864 in den Truppendienst zurück. Während des Deutschen Krieges führte Schroeder die 7. Kompanie in den Schlachten bei Gitschin sowie Königgrätz und erhielt für sein Verhalten am 20. September 1866 eine Belobigung.
Am 18. Februar 1867 wurde Schroeder unter Stellung à la suite seines Regiments als Lehrer an die Kriegsschule nach Hannover kommandiert. Während des Krieges gegen Frankreich war er vom 18. Juli 1870 bis zum 1. April 1871 Kompanieführer beim 2. kombinierten Pommerschen Landwehr-Regiment, mit dem er sich an den Belagerungen von Straßburg und Belfort sowie den Gefechten bei Cernay, Rougemount, Petit Magym und Cravanche beteiligte. Während des Ausfallgefechts bei Bavolliers wurde er leicht verwundet.
Ausgezeichnet mit dem Eisernen Kreuz II. Klasse war er nach dem Vorfrieden von Versailles vom 11. April bis zum 2. Mai 1871 Kompanieführer beim Ersatz-Bataillon des 7. Pommerschen Infanterie-Regiments Nr. 54. Er wurde nach dem Frieden von Frankfurt unter Belassung à la suite seines Regiments Lehrer an der Kriegsschule in Metz, am 29. Februar 1872 als Major zum Großen Generalstab versetzt und am 6. April 1872 zum Direktor der Kriegsschule Metz befördert. Am 14. August 1875 trat er mit der Ernennung zum Kommandeur des I. Bataillons im 3. Magdeburgischen Infanterie-Regiment Nr. 66 in den Truppendienst zurück. Er avancierte bis Mitte September 1882 zum Oberst, wurde als Kommandeur des 4. Niederschlesischen Infanterie-Regiments Nr. 51 nach Brieg versetzt und anlässlich des Ordensfestes im Januar 1884 mit dem Roten Adlerorden III. Klasse mit Schleife ausgezeichnet. In Genehmigung seines Abschiedsgesuches wurde Schroeder am 6. Juli 1886 mit Pension und der Berechtigung zum Tragen seiner Regimentsuniform zur Disposition gestellt. Nach seiner Verabschiedung erhielt er am 21. Juni 1888 den Charakter als Generalmajor.
Er starb unverheiratet am 11. Oktober 1910 in Berlin.
Der Kommandierende General des IV. Armee-Korps, der General der Infanterie von Blumenthal schrieb 1881 in seiner Beurteilung: „Oberstlieutenant von Schroeder ist ein recht guter Bataillonskommandeur geworden und qualifiziert sich auch zum Regimentskommandeur. Sein leicht erregbares Temperament kann ihm mitunter Schwierigkeiten bereiten. Doch hat er es in der letzten Zeit zu mäßigen verstanden.“